# Oldenzaalsche Stoomweverij J. H. Molkenboer Jr.

De stand van Molkenboer op de Nationale Tentoonstelling van Vrouwenarbeid 1898: ambachtelijkheid troef

De firma Molkenboer (grotendeels opererend onder de bedrijfsnaam Oldenzaalsche Stoomweverij J. H. Molkenboer Jr.) is een textielonderneming in Oldenzaal die – met een voorloper – van 1865 tot 1995 bestond. Vanaf 1902 mocht de onderneming het predicaat Koninklijk voeren.

## Oprichting
De in 1860 opgerichte N.V. Oldenzaalsche Weverij Maatschappij ging in 1872 ten onder, waarna de uit Hengelo afkomstige jonge textielondernemer Johannes Hermanus Molkenboer (1845-1892) de calicotweverij van het bestaande bedrijf kocht en voortzette, met enige naamsverandering en ter onderscheid zijn eigen naam erachter toegevoegd. Molkenboer jr. overleed in 1892, 47 jaar oud, waarna zijn echtgenote Hermanna Molkenboer-Trip de leiding overnam.
Bij het overlijden van J.H. Molkenboer behoorde het bedrijf met 120 werknemers tot de middelgrote weefondernemingen in de regio. De onderneming specialiseerde zich in de rechtstreekse verkoop aan particulieren middels onder meer prijscouranten. De productiecapaciteit werd daarop aangepast; er kwam een confectieafdeling waar lakens en slopen werden gezoomd en zelfs een borduurderij. Voor het fijne borduurwerk werd rond 1910 uitgeweken naar het eiland Madeira. Er was een redelijk sociaal beleid, voor de meisjes tot 18 jaar waren er bijvoorbeeld verplichte lessen in handwerken (wat de firma uiteraard ook te pas kwam).
In 1899 werd de onderneming omgezet in een nv. Mede dankzij de publieksactiviteiten verkreeg de onderneming in 1902 het predicaat Koninklijk. In 1904 droeg Hermanna Molkenboer-Trip de leiding over aan twee zonen, Scato en Hermanus Johannes Molkenboer. Er volgden diverse uitbreidingen aan gebouwen en bedrijfsactiviteiten, circa 1910 werd een kleine damastweverij toegevoegd. In 1912 telde Molkenboer 255, in 1913 een kleine 500 werklieden. Het merendeel van de productie was bestemd voor de export. In 1914 werden ter plaatse gebouwen en terreinen van de ontbonden textielfirma H.M. Cohen én het terrein met opstallen van het ziekenhuis verworven.

## Groei en teruggang

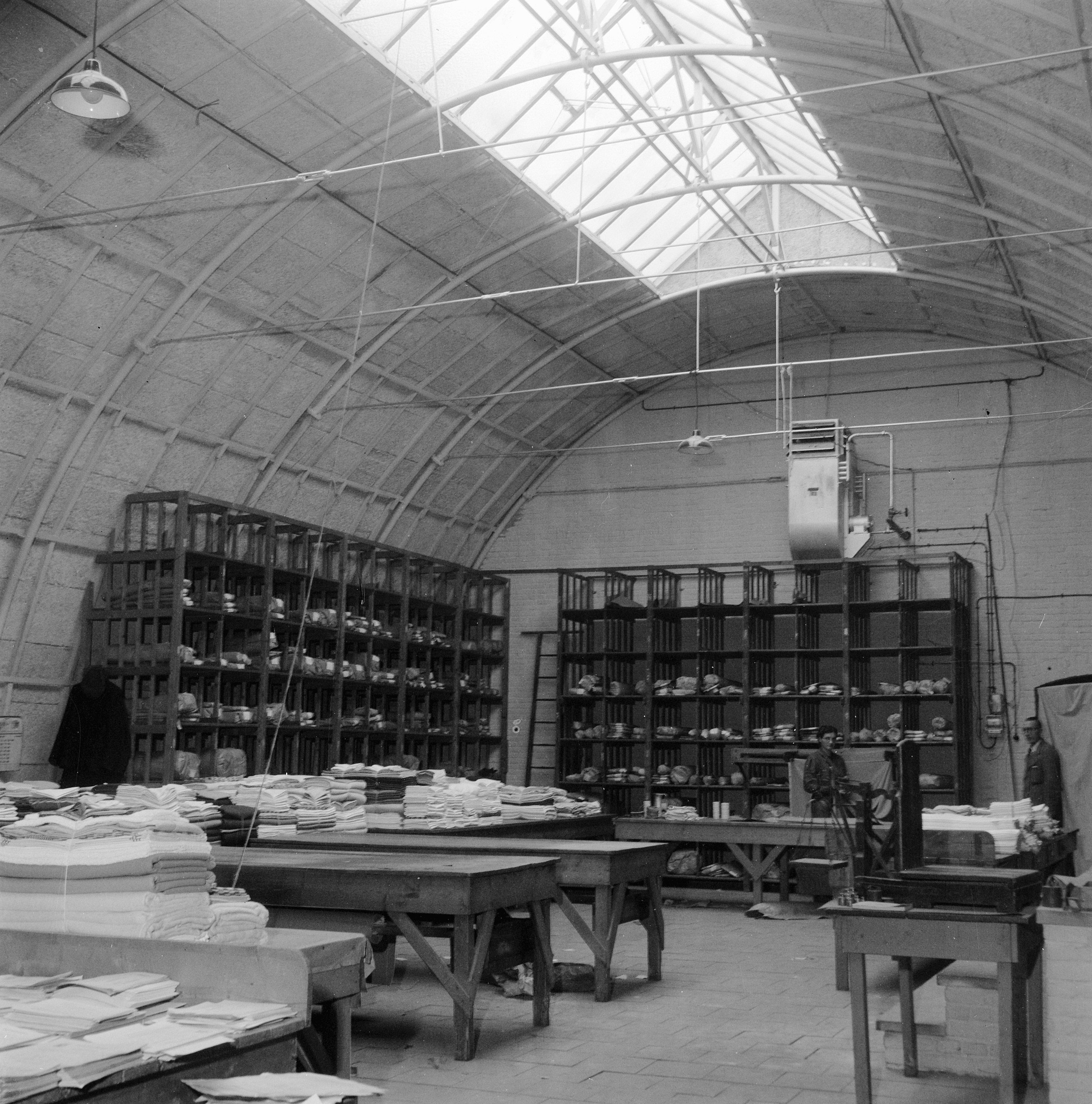
De textielfabriek in 1947

In 1917 kwam een houdstermaatschappij tot stand, Molkenboer N.V., waarin naast de weefonderneming ook de confectiefabriek Oldenzaal. Het bedrijf bleef, ondanks de nv-vorm, een familiebedrijf. Na het overlijden van Hermanus Johannes (1932) was Scato tot zijn overlijden in 1941 alleen directeur. In 1938 telde de onderneming, bij vol bedrijf, 400 werklieden. Bij het 75-jarig jubileum, in 1947, telde de onderneming – onder directie van J.H., H.E. en A. Molkenboer en W. ter Kuile – eenzelfde aantal, dat de daaropvolgende jaren redelijk stabiel bleef. Na de grote naoorlogse groei ontkwam ook Molkenboer niet aan de teruggang en de daarmee gepaard gaande fusiegolf in de Nederlandse textielindustrie. Molkenboer was in 1962 een van de eerste deelnemers in de Koninklijke Nederlandse Textiel-Unie. Het bood geen soelaas. Al in 1968 werd de vestiging te Oldenzaal gesloten en werden de activiteiten overgebracht naar de firma Ten Hoopen te Haaksbergen.